# Conrad Friedrich Hurlebusch
Conrad Friedrich Hurlebusch (bautizado el 30 de diciembre de 1691 y fallecido el 17 de diciembre de 1765) fue un compositor y organista germano-holandés .

## Biografía
Hurlebusch nació en Braunschweig, Alemania. Recibió su primera educación de su padre, Heinrich Lorenz Hurlebusch, también organista y compositor. Como virtuoso del teclado, durante su vida, dedicó mucho tiempo a giras por Europa durante las que visitó, entre otras, Viena, Munich y Italia. Entre 1723 y 1725  fue Kapellmeister en Estocolmo. Mantuvo la misma posición en Bayreuth, Hamburgo (desde 1727) y Braunschweig. Se cuenta que alrededor de 1735 visitó a Johann Sebastian Bach en Leipzig. Bach promovió sus composiciones como distribuidor local de sus obras. Posteriormente, el 22 de febrero de 1743, fue nombrado organista de la Oude Kerk de Ámsterdam, posición que mantuvo hasta su fallecimiento doce años después.

## Obra
Su producción consiste en cantatas, óperas -como (L’innocenza difesa o Flavio Cuniberto), salmos, odas, conciertos y sonatas para teclado. Lamentablemente, la mayoría de sus composiciones se han perdido. 150 de sus salmos fueron publicados en Ámsterdam en 1766. La edición Sammlung verschiedener und auserlesener Oden (1737-1743) de Johann Friedrich Gräfe contiene 72 de sus odas.